# RD-180
L'RD-180 (in russo РД-180, Ракетный Двигатель-180?, RD-180, Raketnyj Dvigatel'-180, motore a razzo -180) è un motore a razzo progettato e costruito in Russia da NPO Energomaš. Caratterizzato da una configurazione con doppia camera di combustione e doppio ugello di scarico, è alimentato da  ossigeno liquido e cherosene. Trova il suo impiego sul primo stadio del lanciatore statunitense Atlas V.

## Storia del progetto
Le origini del motore RD-180 risalgono all'epoca del programma sovietico per la costruzione del vettore Energia quando il motore a quattro camere di combustione RD-170 fu sviluppato per equipaggiare i suoi booster. A seguito della firma avvenuta nel 1992 di un contratto di collaborazione tra NPO Energomaš e Pratt & Whitney che prevedeva la futura commercializzazione e costruzione su licenza dei motori NPO Energomaš negli Stati Uniti, fu iniziato nel 1994 lo sviluppo dell'RD-180 basato su una versione a due sole camere di combustione dell'RD-170. Nel gennaio del 1996 il progetto preliminare dell'RD-180 fu scelto per equipaggiare il primo stadio del nuovo lanciatore della Lockheed Martin Atlas III. Il contratto per la costruzione del motore fu siglato nell'estate del 1996 mentre le prime prove al banco del prototipo iniziarono nel novembre del 1996. Il primo lancio (su un Atlas 3А LV) avvenne il 24 maggio del 2000.

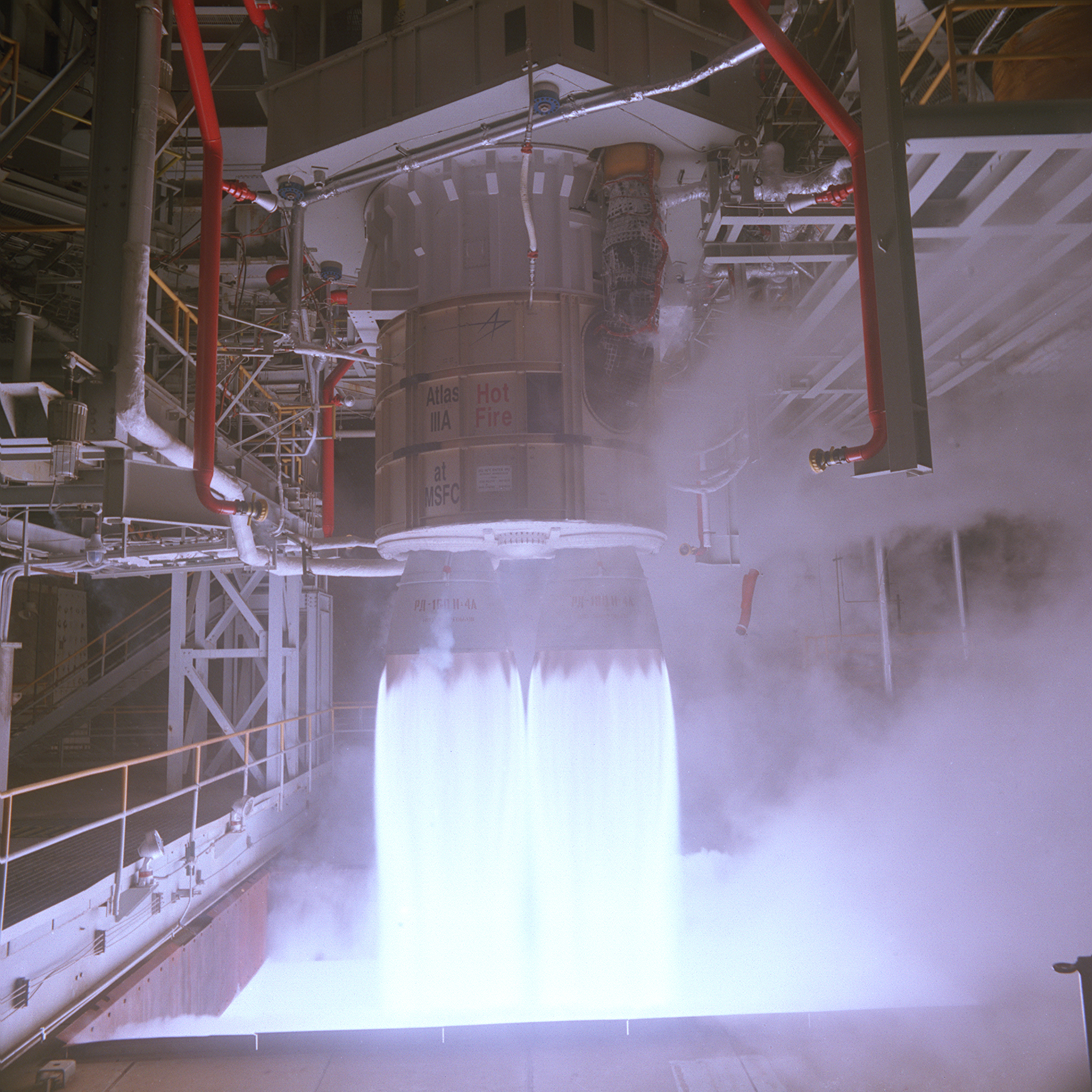
Prova al banco di un RD-180

### Problemi di approvvigionamento 2014–2015
In seguito alle sanzioni politiche e commerciali conseguenti alla crisi della Crimea del 2014 imposte alla Federazione Russa, emersero dubbi sulla continuità della fornitura dei motori RD-180. In risposta a queste sanzioni il 13 maggio del 2014 la Russia bandì l'esportazione verso gli Stati Uniti dei propri motori per usi militari (e l'Atlas V trasportava spesso carichi di questo tipo). In risposta, la US Air Force chiese alla Aerospace Corporation di valutare motorizzazioni alternative per l'Atlas V che l'affrancassero dall'uso dell'RD-180.
Nel giugno del 2014 la Aerojet Rocketdyne propose (come alternativa all'impiego dell'RD-180) che il Governo finanziasse lo sviluppo del suo AR-1, un motore a cherosene ed ossigeno liquido da circa 2,2 MN di spinta, che sarebbe stato pronto in quattro anni dalla firma del contratto.
Il 21 agosto 2014, la U.S. Air Force bandì una richiesta ufficiale (RFI) per la fornitura di motori alternativi al russo RD-180.
Nell'agosto del 2015 la Orbital Sciences Corporation ha ricevuto i primi motori oggetto di un contratto siglato agli inizi dell'anno per la fornitura di 60 esemplari di RD-181 per rimotorizzare il suo lanciatore Antares.
Il 24 dicembre 2015, dopo la sospensione del bando del Congresso che vietava l'uso di motori russi su vettori statunitensi, la United Launch Alliance annunciò un ordine di altri 20 motori RD-180 per l'impiego sull'Atlas V che si aggiungono ai 29 già ordinati prima delle sanzioni economiche alla Russia.

### Produzione statunitense del RD-180
Nel febbraio del 2015 la United Launch Alliance (ULA) annunciò di aver preso in considerazione di produrre motori RD-180 nei suoi stabilimenti in Alabama con la limitazione di impiegarli solo per lanci civili (NASA o commerciali) e non in attività militari.

## Tecnica
Elio
     Ossigeno liquido bassa pressione
     Combustibile bassa pressione
     Combustibile alta pressione
     Ossigeno (gassoso) e prodotti combustione proveniente dal generatore di gas

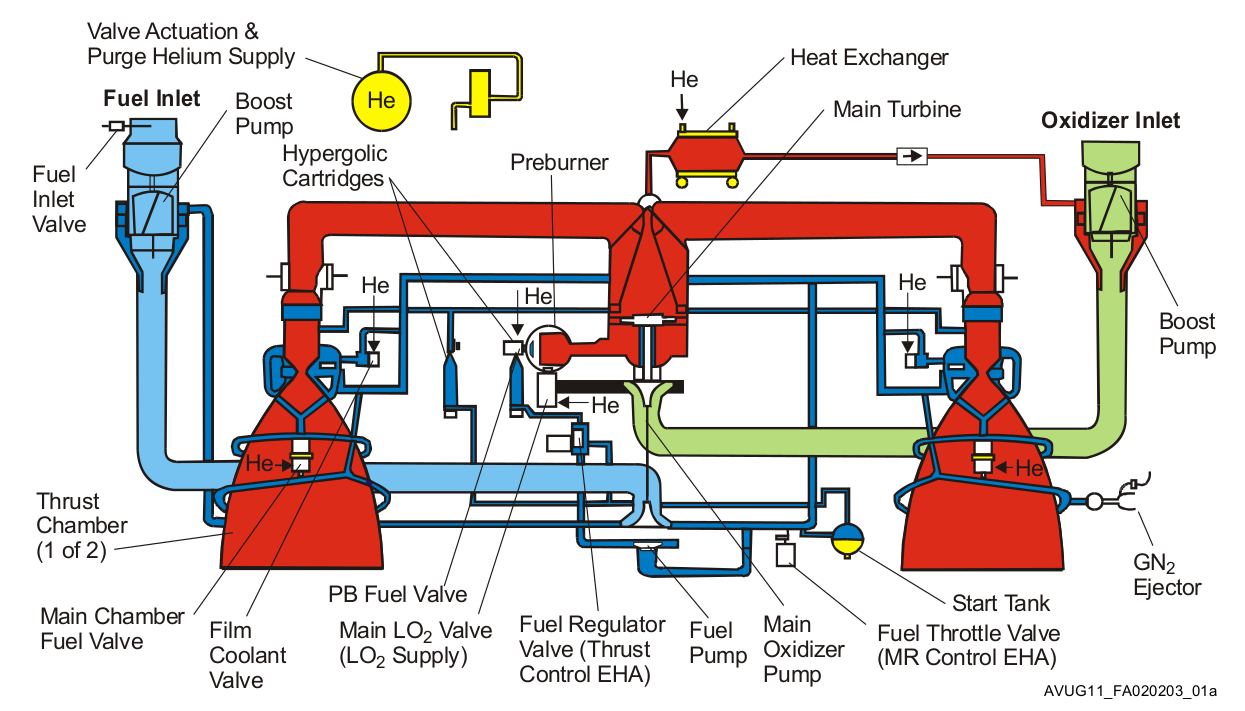
Elio
Ossigeno liquido bassa pressione
Combustibile bassa pressione
Combustibile alta pressione
Ossigeno (gassoso) e prodotti combustione proveniente dal generatore di gas

L'RD-180 si compone principalmente di un cluster di due camere di combustione e due ugelli (a differenza dei quattro del predecessore RD-170) e una turbopompa comune. 
Come per altri motori sovietici e russi, il ciclo a combustione stadiata prevede un precombustore in cui una parte del combustibile (RP-1) viene fatta reagire con l'ossigeno destinato alle camere di combustione principali alimentando la turbina della turbopompa. In questo modo il calore liberato dalla reazione parziale nel precombustore non va perso come nei motori con cicli aperti dove i gas di scarico all'uscita della turbina sono espulsi da ugelli secondari, ma è recuperato nell'espansione che avviene nell'ugello principale.
Nella camera di combustione principale l'ossigeno e l'RP-1 reagiscono in rapporto di 2,72:1 ad una pressione di poco superiore a 25 MPa (circa 261 atmosfere). La spinta può essere regolata con continuità dal 47 al 100% di quella nominale. Quattro attuatori idraulici permettono di muovere l'intero gruppo motore in modo da orientare, in volo, la direzione della spinta.

## Utilizzatori
Stati Uniti
- Atlas III
- Atlas V